# Gan Jawne
Gan Jawne (hebr. גן יבנה; pol. Ogród Jawne; w oficjalnej pisowni ang. Gan Yavne) – samorząd lokalny położony w Dystrykcie Centralnym, w Izraelu.

## Położenie
Miasteczko jest położone na nadmorskiej równinie w północno-zachodniej części pustyni Negew, w odległości 6 kilometrów od Morza Śródziemnego. W jego otoczeniu jest miasta Aszdod, moszawy Gan ha-Darom, Bicaron, Azrikam i Szetulim, oraz kibucu Chacor-Aszdod. Na południowy wschód od miasteczka znajduje się wojskowa baza lotnicza Chacor.

### Podział administracyjny
Gan Jawne jest gęsto zaludnionym miasteczkiem położonym pośrodku niezabudowanego obszaru nadmorskiej równiny, dla której charakterystycznym elementem krajobrazu są intensywne uprawy rolnicze. W miejscowości znajdują się następujące osiedla mieszkaniowe: Neot HaMakabim, Givat Szimszon, Szikun Ovdim, Neot HaPerahim, Neot Hadarim, Givat HaSavjonim oraz Motta Gur.

## Środowisko naturalne
Miasteczko Gan Jawne zajmuje powierzchnię 10 962 hektarów, z czego 4,8 tys. są zakwalifikowane pod budownictwo mieszkaniowe, 600 pod tereny przemysłowe i 5 180 hektarów jako grunty rolnicze. Większość z gruntów rolnych jest przeznaczona pod przyszłą zabudowę mieszkaniową. Tutejsze ziemie są mieszane, a większość gruntów rolnych zajmują sady owocowe. Klimat śródziemnomorski charakteryzujący się gorącymi i wilgotnymi latami oraz chłodnymi i deszczowymi zimami. Średnia suma rocznych opadów wynosi 510 mm.

## Demografia
Zgodnie z danymi Izraelskiego Centrum Danych Statystycznych w 2010 roku w mieście żyło 18,9 tys. mieszkańców, z czego 98,1% było Żydami. W rankingu społeczno gospodarczego rozwoju Gan Jawne zajmuje 10. miejsce w kraju. Przeciętne wynagrodzenie mieszkańców w 2007 wynosiło 8 281 NIS.
Populacja miasta pod względem wieku:
| Wiek (w latach) | Procent populacji w % |
| --------------- | --------------------- |
| 0-4             | 10,4%                 |
| 5-9             | 10,5%                 |
| 10-14           | 11,7%                 |
| 15-19           | 9,5%                  |
| 20-29           | 12,2%                 |
| 30-44           | 23,3%                 |
| 45-59           | 15,7%                 |
| ponad 60        | 6,6%                  |

Źródło danych: Central Bureau of Statistics.

## Historia
Osada Gan Jawne została założona w 1931 jako rolniczy moszaw. Grupa założycieli składała się z żydowskich imigrantów z Rosji i Polski, którzy przeszli szkolenie rolnicze w rejonie miasta Ra’ananna. W 1930 rozpoczęli negocjacje w sprawie zakupu ziemi i rok później założyli własną osadę rolniczą. W 1936 posiadali dużą plantację cytrusów.
Moszaw posiadał po stronie zachodniej i południowej sąsiedztwo sześciu arabskich wiosek, co stało się niezwykle uciążliwe podczas Wojny domowej w Mandacie Palestyny w 1947 i 1948. W okolicy dochodziło do licznych incydentów zbrojnych, co zmusiło żydowską organizację paramilitarną Hagana do zdobycia przewagi militarnej w całym obszarze Gan Jawne. W dniu 13 maja 1948 żołnierze Hagany zajęli i wyludnili arabską wioskę Barka, której ziemie weszły po wojnie w obszar Gan Jawne. Podczas I wojny izraelsko-arabskiej z moszawu operowały Siły Obronne Izraela.
W 1950 Gan Jawne otrzymało status samorządu lokalnego. W tym samym roku miasteczko przyjęło dużą grupę imigrantów z Jemenu, przybyłych do Izraela w wyniku operacji Latający Dywan. W latach 60. XX wieku osiedlili się tutaj imigranci z Afryki Północnej i Kurdystanu. W kolejnych latach dołączyli do nich przybysze z Etiopii i Tunezji, a w latach 90. dużą ilość imigrantów z krajów byłego ZSRR. Na przełomie 2008 i 2009 miasto ucierpiało od ostrzału rakietowego prowadzonego z pobliskiej Strefy Gazy.

### Nazwa
Nazwa nawiązywała do pobliskiego starożytnego miasta Jawne. Pod koniec lat 70. było nazywane także Tachshit Hashfela lub Low-Land Jewel.

## Symbole
Godło Gan Jawne przedstawia kamienną tablicę z Dziesięcioma Przykazaniami, na której widnieją dwa owoce pomarańczy i jedna cytryna, z polem uprawnym i domami w tle. Symbole te wyobrażają motto miasta: „Tora i praca”, które przyświecało jego założycielom. Studiowali oni Torę, i z miłości do Ziemi Izraela sadzili sady i winnice, oraz budowali nowe domy. W ten sposób powstało Gan Jawne. Miasteczko nie posiada oficjalnej flagi. W razie potrzeby jest używana pomarańczowa flaga z godłem.

## Polityka

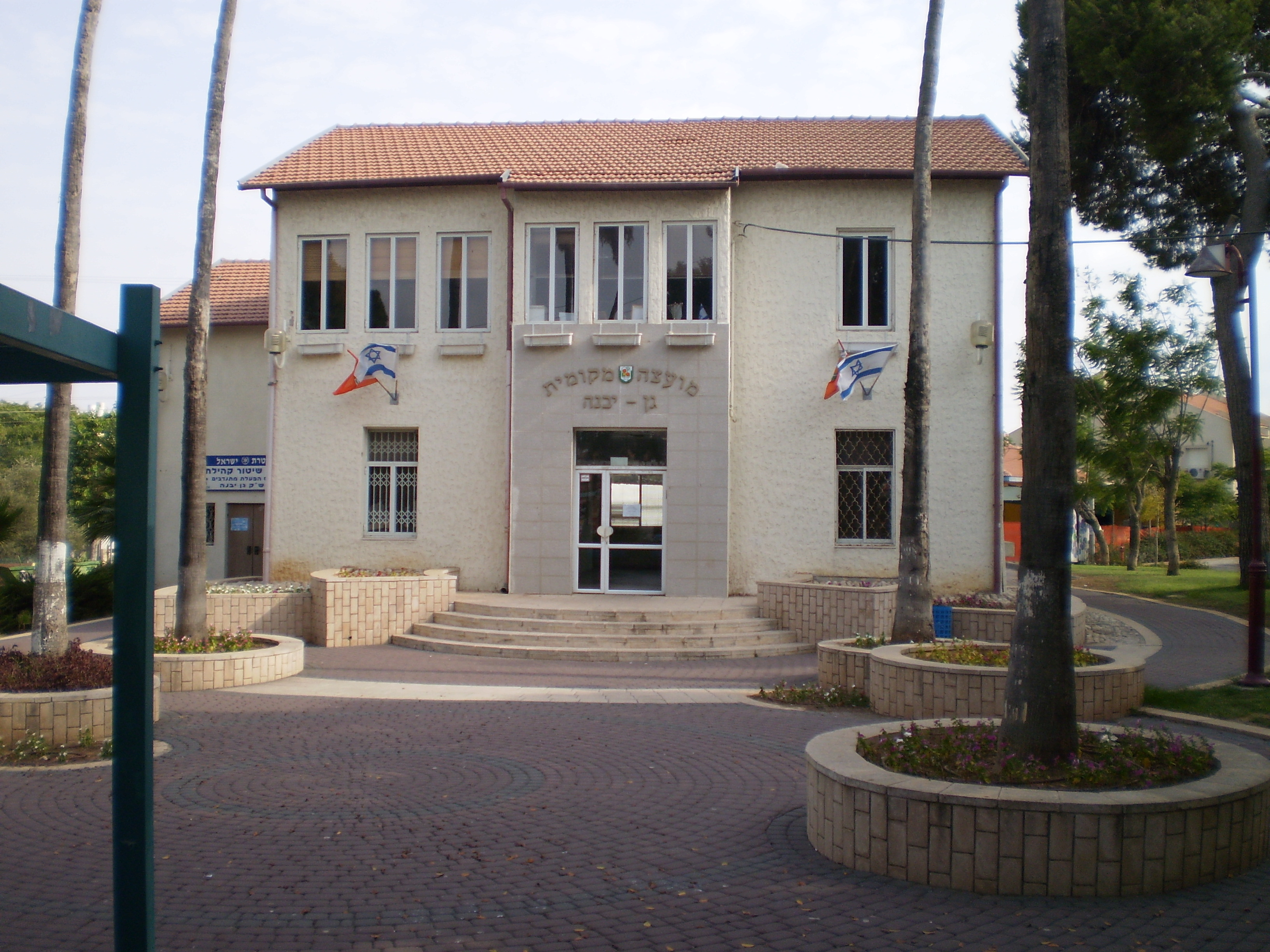
Siedziba władz miejskich w Gan Jawne

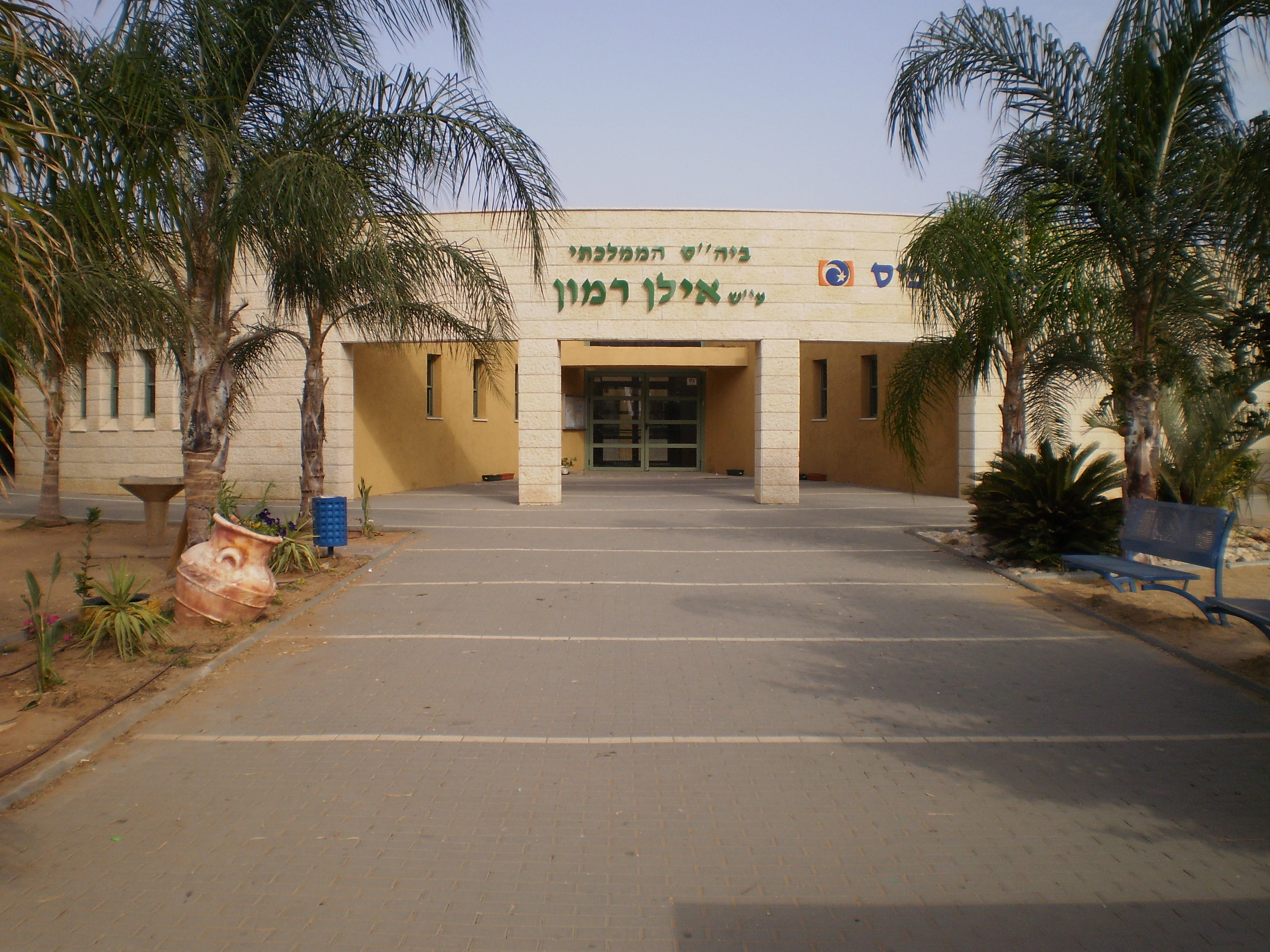
szkoła podstawowa imienia Ilana Ramona w Gan Jawne

Miasteczko Gan Jawne posiada status samorządu lokalnego - Mo'atza Mekomit Gan Jawne. Od 2003 na czele władz miejskich stoi Aaron Dror.
| Burmistrz        | Lata sprawowania urzędu |
| ---------------- | ----------------------- |
| Josef Liebenau   | 1950–1958               |
| Samuel Ohajon    | 1958–1976               |
| Stein Israel     | 1976–1978               |
| Samuel Ohajon    | 1978–1983               |
| Mosze Alkslsi    | 1983–2003               |
| Dror Aaron Cohen | 2003-nadal              |

### Współpraca międzynarodowa
Gan Jawne posiada dwa zaprzyjaźnione miasta partnerskie. Są to: Puteaux w północnej Francji (od 1974) i Winnipeg w środkowej Kanadzie (od 2003).

## Architektura
W architekturze Gan Jawne dominują niewysokie domy oraz wille. Jedynie kilka budynków jest wyższych.

### Zabytki
Z racji młodego wieku miasta tutejsze zabytki są stosunkowo młodymi budynkami. Jako ważne dla lokalnej historii i obiekty zabytkowe uznano:
1. Dom Ludowy, który pełni funkcję siedziby władz miejskich. Został on wybudowany w koncepcji budowli obronnej, z grubymi i mocnymi ścianami zewnętrznymi, oraz z dziedzińcem wewnętrznym. Brama wjazdowa posiada ciężką bramę. W kolejnych latach budynek przeszedł liczne przebudowy i wiele starych wewnętrznych ścian zastąpiono o wiele praktyczniejszymi cienkimi ścianami betonowymi. Dach budynku był wykorzystywany jako wieża obserwacyjna, co dodatkowo ułatwiała korzystna lokalizacja na wierzchołku wzgórza. Wszystkie drzewa zasadzono po wojnie. Podczas I wojny izraelsko-arabskiej piwnice wykorzystywano jako szpital wojskowy. W korytarzu znajdowała się szkoła i przedszkole. Parter zajmowała klinika, sklep spożywczy oraz biura. Na piętrze funkcjonowała synagoga oraz klub towarzyski. W budynkach gospodarczych znajdowały się sortownia i pakownia owoców. Budynek przybliża historię całego miasta.
2. Schron, który w okresie brytyjskiego mandatu pełnił funkcję skrytki na broń i amunicję. W następnych latach pełnił funkcje obronne.
3. Karawanseraj służący zwierzętom i ludziom jako miejsce odpoczynku podczas podróży z portu Aszdod do Jerozolimy, Betlejem lub Hebronu. Po I wojnie izraelsko-arabskiej w budynku wybudowano synagogę.
4. Zachodnia wieża strażnicza, była jedną z siedmiu punktów obserwacyjnych rozmieszczonych wokół Gan Jawne[9].

## Kultura
W Gan Jawne znajduje się miejskie centrum kultury z biblioteką, oraz trzy mniejsze osiedlowe ośrodki kultury. W miasteczku aktywnie działają ruchy młodzieżowe Bene Akiwa i Ha'Noar Ha'Oved Ve Ha'Lomed.

## Edukacja
Gan Jawne jest miasteczkiem o stosunkowo młodej populacji, stąd dobrze rozwinięta sieć szkół. W miasteczku znajdują się dwadzieścia trzy przedszkola, cztery państwowe szkoły podstawowe (Ben Gurion, Maccabim, Ilan Ramon i Ehud Manor), państwowa szkoła religijna (Synaj) oraz dwie szkoły średnie (Ort Icchak Rabin i Naomi Szemer). Dodatkowo jest tutaj jesziwa Chabad of Gan Jawne i edukacyjna wioska dla dzieci Beit Apel.

## Gospodarka
W południowej części miejscowości utworzono strefę przemysłową, która obecnie zajmuje powierzchnię 250 hektarów. Budowa kolejnych zakładów przemysłowych przyczyniła się do rozwoju miasteczka, dając wpływy i zatrudnienie dla mieszkańców. Firma Cequesta Water rozwija technologie oczyszczania ścieków komunalnych i przemysłowych. Z innych branży działają tutaj firmy elektroniczne, produkujące dźwigi, materiały budowlane, skład drewna, produkcji żywności i inne.
Lokalizacja Gan Jawne w bezpośredniej bliskości Portu Aszdod i obszaru metropolitalnego Gusz Dan sprawiła, że rozwinął się tutaj handel. W miejscowości istnieją duże hurtownie, dwa supermarkety oraz mniejsze niezależne sklepy.

## Infrastruktura
W Gan Jawne znajduje się centrum opieki nad osobami w podeszłym wieku.

## Komunikacja
Z miasteczka wyjeżdża się na południowy zachód bezpośrednio na skrzyżowanie będące początkiem autostrady nr 4 (Erez–Kefar Rosz ha-Nikra), którą jadąc na północny wschód dojeżdża się do węzła z drogą ekspresową nr 41 (Aszdod-Gedera) i drogą ekspresową nr 42 (Aszdod-Riszon le-Cijjon). Natomiast jadąc drogą ekspresową nr 4 na południe dojeżdża się do głównej drogi wjazdowej do miasta Aszdod. Osobna lokalna droga nr 3703 prowadzi na południe do sąsiedniego moszawu Szetulim. Z Gan Jawne można wyjechać także w kierunku wschodnim, jadąc lokalną drogą do sąsiedniego moszawu Bicaron lub położoną bardziej na południu lokalną drogą prowadzącą do drogi nr 3922 i bazy lotniczej Chacor.
Ważną rolę w tutejszej komunikacji odgrywa stacja kolejowa Aszdod.